# Castillo de Toralla
El Castillo de Toralla está situado al noreste del pueblo de Toralla, perteneciente al antiguo término de Toralla y Serradell, actualmente del término de Conca de Dalt de la provincia de Lérida.
El castillo está unos 150 metros al oriente de la iglesia parroquial de Santa María de Toralla, encima de una colina a unos 70 metros por encima del pueblo.

## Historia
Se trata de un antiguo castillo mencionado varias veces en documentos conservados a partir de mediados del siglo IX. A partir del siglo XII fue el castillo donde se originó una familia, cognominada como el propio castillo, que tuvo bastante importancia en la vida pallaresa, con varios cargos de confianza dentro de la subveguería de Pallars, tanto de carácter civil como judicial.
En 1645 el castillo de Toralla pasó a la familia Sentmenat por la boda de Emerenciana de Toralla y de Gassol, vizcondesa de Toralla, con Francisco II de Sentmenat y de Peyrepertuse, barón de Sentmenat, y esta familia pasó a ser vizcondes de Toralla, título que conservaron hasta el 1831 en la extinción de los señoríos de aquella época.

## Restos del castillo
Los restos conservados del castillo ocupan unos 150 m², actualmente cubiertos de escombros y de vegetación, lo que hace a todo el conjunto de difícil reconocimiento. Los restos más visibles son una torre de planta circular y un muro perpendicular a ella que protege el antiguo recinto por el lado suroeste. Construido directamente sobre la roca, la torre conservada alcanza los 5 metros de altura, y alcanza los dos tercios de su perímetro. El diámetro de la torre llega a los 8 metros.
El aparato presenta varias fases, visibles en los niveles del muro conservado, que presentan un primer nivel más arcaico, hecho de sillares pequeños, y un segundo nivel de sillares más grandes y cortados con más perfección, todo unido con mortero de cal y piedrecitas finas.